# Cerastis pallida
Cerastis pallida là một loài bướm đêm trong họ Noctuidae.